# Shen Yun
 Shen Yun Performing Arts — некомерційна компанія виконавського мистецтва та розваг у Сполучених Штатах, яка гастролює по всьому світу, створюючи танцювальні вистави та симфонічні концерти. Shen Yun складається з восьми однаково великих виконавських мистецьких труп із загальною кількістю близько 480 виконавців. Shen Yun виступав перед мільйонами і гастролював у понад 200 містах Європи, Північної Америки, Океанії та Азії. Shen Yun позиціонує себе як групу професіоналів, які сповідують високі стандарти майстерності, мета яких відродити справжню культуру Китаю та показати якою вона була до приходу до влади компартії в материковому Китаї. 
Компанія Shen Yun була заснована в 2006 році прихильниками руху Фалуньґун — емігрантами. Штаб-квартира розташована на території просторого 427-акрового комплексу Dragon Springs у Дірпарку, Нью-Йорк, на північний захід від Нью-Йорка, неподалік від місця, де також проживає лідер і засновник нової релігійної групи Лі Хунчжи та багато його послідовників. При Shen Yun діє коледж Fei Tian, який готує майбутніх виконавців, більшість з яких китайської національності.   
Shen Yun зазнає систематичних нападок з боку лівих ЗМІ чи ЗМІ, які схвально ставляться до компартії Китаю. Нападки зводяться до необґрунтованих звинувачень у «пропаганді сектантських доктрин і негативних поглядів на еволюцію, атеїзм і гомосексуалізм». Групу рекламує The Epoch Times, правоцентристське видання, пов'язане з рухом Фалуньґун. У 2019 році оцінка NBC News дійшла висновку, що «The Epoch Media Group разом із Shen Yun […] складають зусилля з поширення (ідей руху) Фалуньґун». Китайський комуністичний уряд забороняє Shen Yun виступати в Китаї, оскільки переслідує послідовників Фалуньґун з 1999 року стверджуючи, що ця медитація є «антисуспільним культом» і намагається скасувати його виступи за кордоном, чинячи тиск на театри та уряди. Своєю чергою, компанія Shen Yun висловила подяку Європарламенту за підтримку послідовників Фалуньґун, яких переслідує компартія в материковому Китаї.
Shen Yun веде широку рекламну кампанію своїх вистав у Північній Америці (Канада, США), Європі та на інших континентах.

## Оплата та просування
Shen Yun рекламує себе як «презентацію традиційної китайської культури, якою вона була колись: дослідження благодаті, мудрості та чеснот, отриманих із п'яти тисячоліть китайської цивілізації». У рекламі компанія описується як відроджувач китайської культури після періоду руйнування під владою Комуністичної партії Китаю. Shen Yun широко рекламується у великих містах за допомогою рекламних роликів, щитів і брошур, які розміщуються на вулицях і в офісах, а також на телебаченні та радіо.
Вистави Shen Yun часто створюють або спонсорують регіональні асоціації Фалунь Дафа, а також багаті члени руху Фалуньгун, який у Китаї комуністична влада переслідує і забороняє. Деякі глядачі заперечували проти стратегії просування шоу вистави. Водночас інші глядачі висловлювалися схвально про окремі номери та про виставу в цілому.
У 2021 році трупа почала рекламувати свої шоу під слоганом «Китай до комунізму».

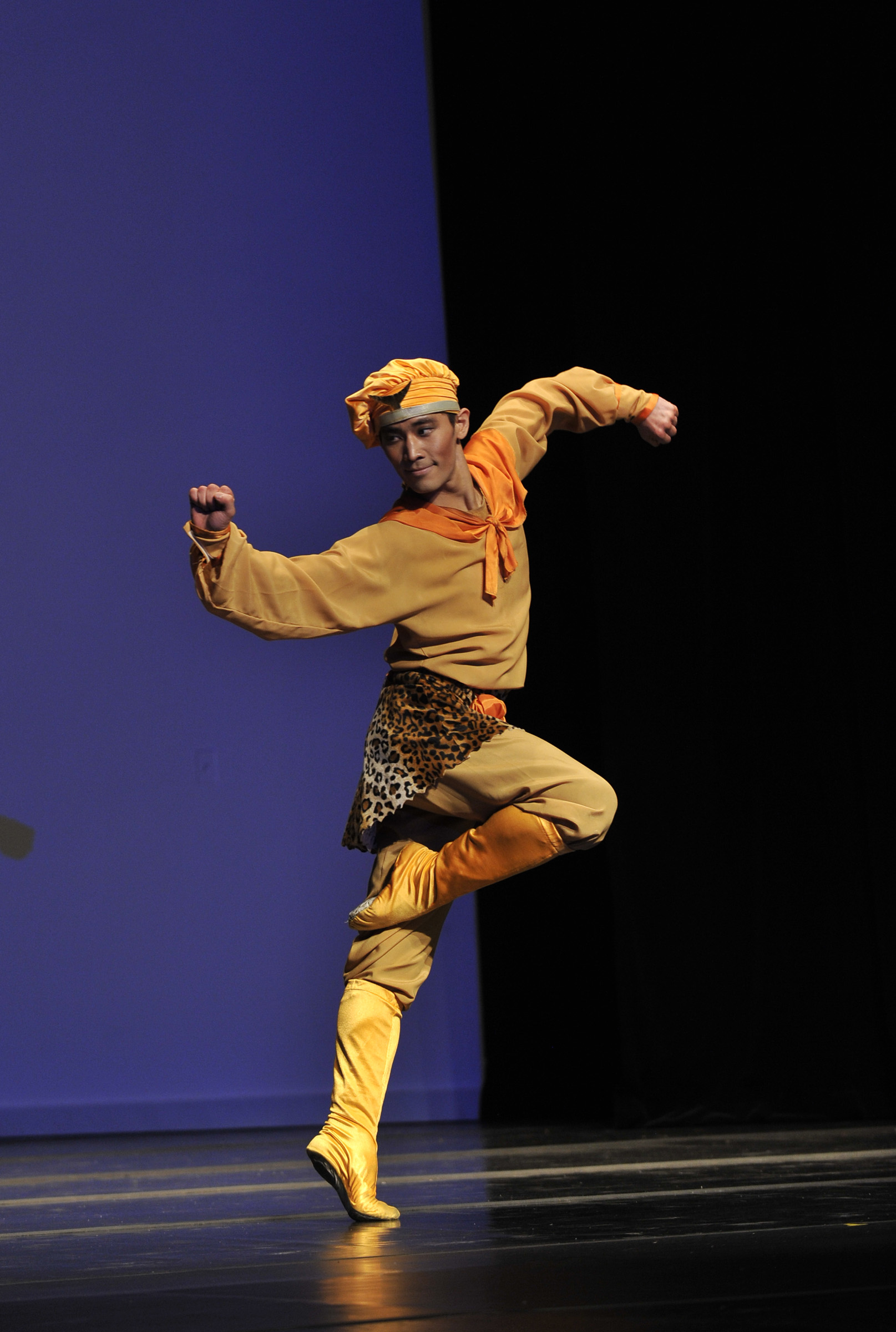
Танцюрист балету Shen Yun Сонхо Ча виступає у 2009 році